# メルローズ修道院

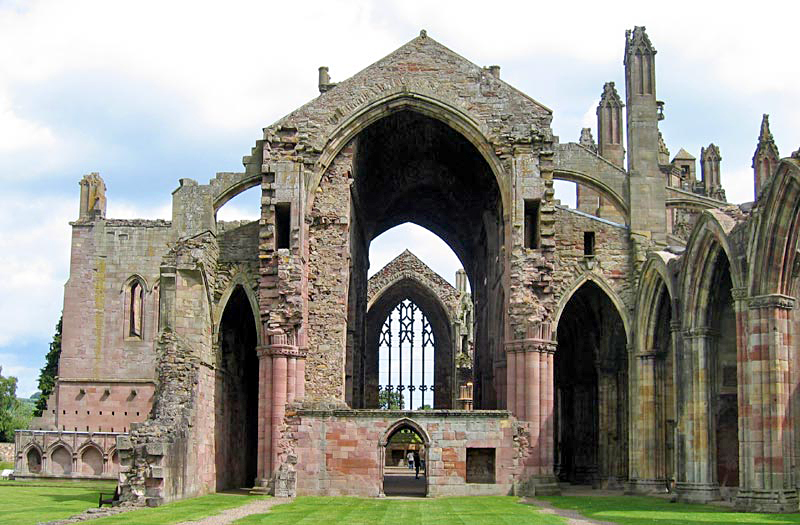
メルローズ修道院

メルローズ修道院（Melrose Abbey）は、スコットランド南東部のスコティッシュ・ボーダーズにある町、メルローズに建てられたゴシック様式の修道院である。1136年、スコットランド王デイヴィッド1世の命によりシトー会の修道士らが建立し、メルローズ教区の大修道院長が長を兼ねた。幾度となくイングランドの攻撃を受けては再建、修復されたが、今日残っているのは主として14世紀末以降に赤レンガで造られた外壁部分だけである。この時代の優美な教会建築の貴重な代表的遺構としてヒストリック・スコットランド（スコットランド政府の文化財保護機関）によって管理されている。16世紀末の復元建造物を利用した博物館が併設されており、修道院跡に残されていた彫像をはじめとする資料を見学できる。メルローズ修道院の墓地にはスコットランド王ロバート1世の心臓が埋葬されたという
。

## 歴史

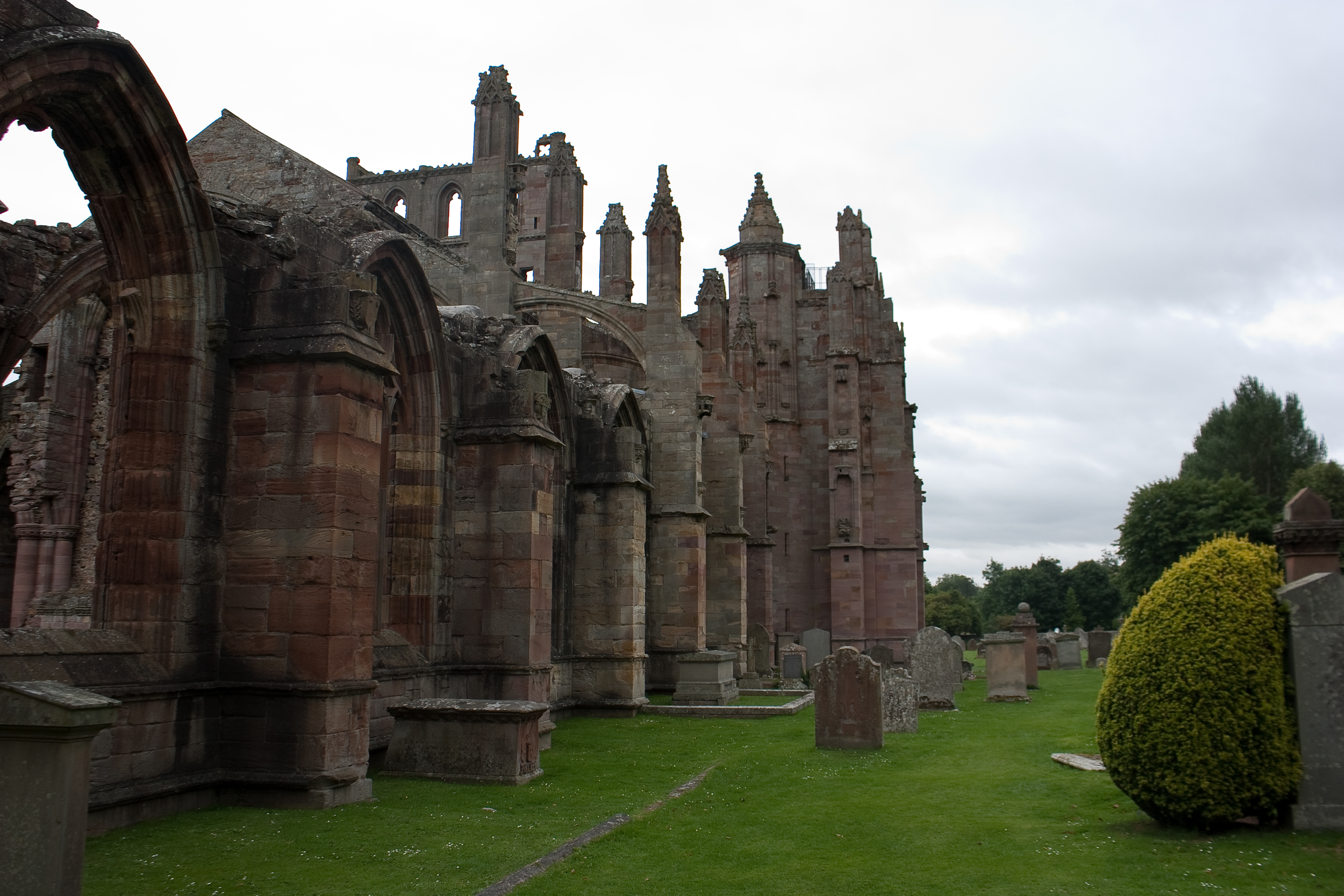

7世紀、現在のメルローズ修道院より東へおよそ3キロメートル離れた古代メルローズの町に聖エイデン (Saint Aidan) を祀る修道院が建てられていた。839年、スコットランド王ケネス1世によってこの修道院は破壊されたが、蛇行するツイード川の曲線にはさまれる形で残された墓地がそこに修道院があったことを示している。この修道院には、後にノーサンブリアのリンディスファーン島で司教となる聖カスバート (Saint Cuthbert) もいた。
デイヴィッド1世が同じ場所に修道院を再建することを望んだのに対し、シトー会の修道士らは元の土地は農作に向かないとして、現在の場所に新たな修道院を建築するよう主張した。10年の歳月をかけて建設された教会は、1146年7月28日の東側部分の完成をもって、他のシトー会の修道院と同様聖母マリアに捧げられ、スコットランド修道会の母教会に据えられた。修道院の他の部分はその後、50年間にわたって増築された。
メルローズ修道院は創建時より広範な特権と財産を有していた。発願者であるデイヴィッド1世からは修道院に対し、メルローズと周辺地域の土地やツイード川の漁業権などが与えられ、以降もその財を拡大し続けた。
メルローズ修道院の周りには、徐々に町が形成されていった。修道院は、イングランドとの度重なる戦火に巻き込まれた。イングランド王エドワード1世の2度にわたる攻撃（1300年、1307年）に続き、1322年には同エドワード2世軍によってほぼ全壊させられた後、スコットランド王ロバート1世の支援によって再興された。

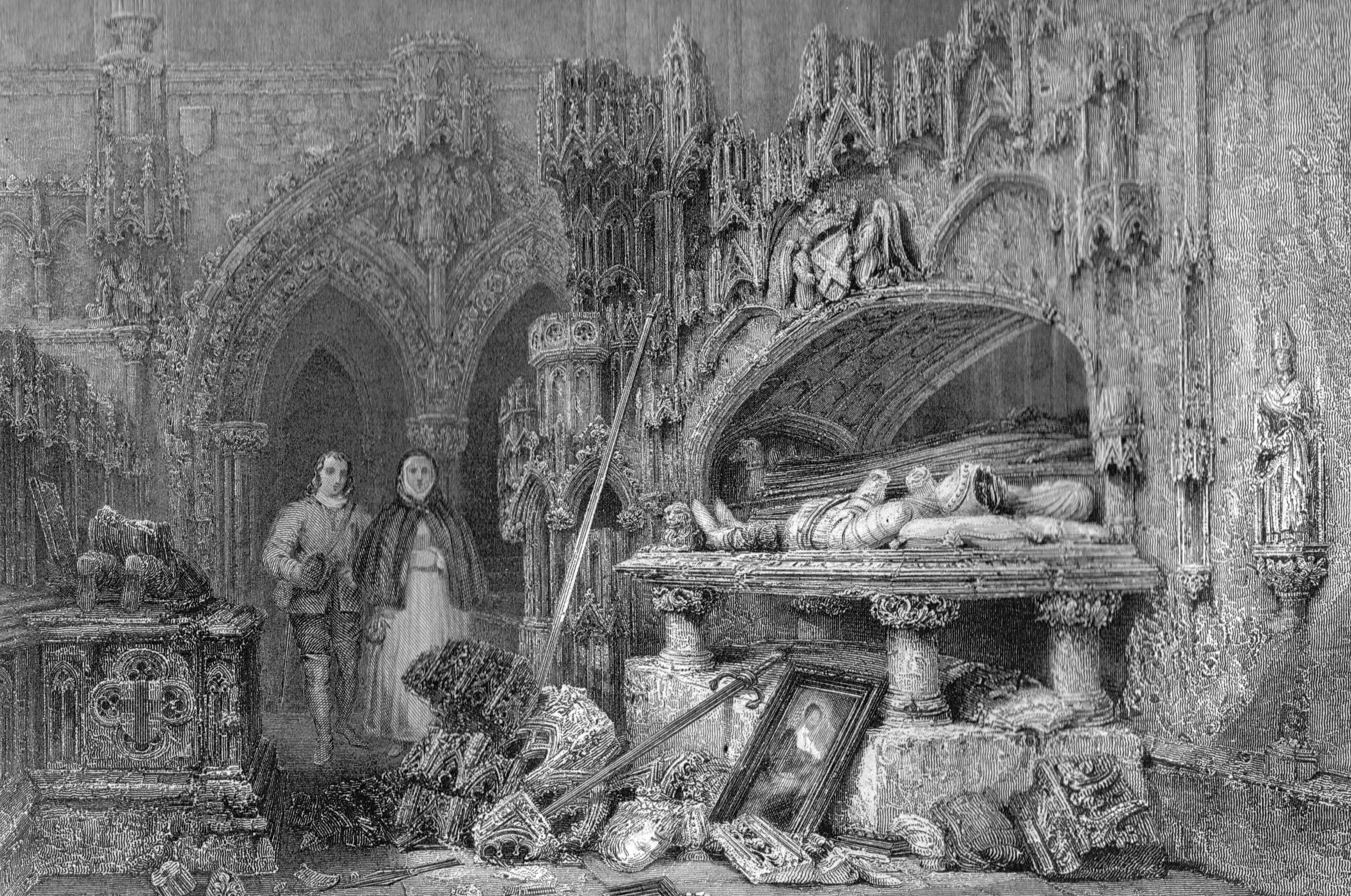
修道院内部

1385年にはイングランド王リチャード2世軍が放った火により、修道院はまたも激しく損壊した。この戦いでスコットランド王ロバート2世はエディンバラまで後退を余儀なくされている。一方、リチャード2世は自らの軍が与えた損傷に対する補償を1389年に提供している。このときの修復工事は100年にも及び、ジェームズ4世が1504年に修道院を訪ねた際も未だ続行中であった。
1544年、イングランド軍がまだ幼いスコットランド女王メアリーをイングランド王ヘンリー8世の皇太子（後のエドワード6世）に嫁がせようとスコットランドに侵攻し、修道院は決定的な損傷を受けた。これ以後、メルローズ修道院は完全に修復されることなく、次第に機能を失っていった。

## メルローズ修道院と宗教改革後
修道院には修道院長や高位の聖職者を除いて、100人の修道士が所属していた。60人は宗教改革時にカトリックを放棄したといわれる。1542年の記録によれば、施しの分を含めた修道院の収入と蓄えには多額の現金の他、大麦、小麦などの穀物類、家禽類、バター、酒類などが含まれていた。これらは宗教改革期の1561年に放棄され、王家または貴族の手に渡った。その大部分はバクルー公に接収された。
スコットランド王ジェームズ5世の私生児でメルローズの最後の修道院長ジェームズ・スチュアートは1559年にこの世を去り、また最後の修道士は1590年に亡くなった。1610年には修道院の一部が近隣教区の教会に改造され、建物の十字型中心部にあった元の波模様のアーチは簡素なアーチで覆われた。
その後、イングランド内戦時にオリバー・クロムウェルの軍勢が撃ち込んだ大砲の砲弾が、修道院の受けた最後の攻撃となった。この砲弾による傷跡は、今も修道院の壁に刻まれたままである。
改造された教会は、1810年に別の教会が町に新築されるまで使用された。

## 教会堂

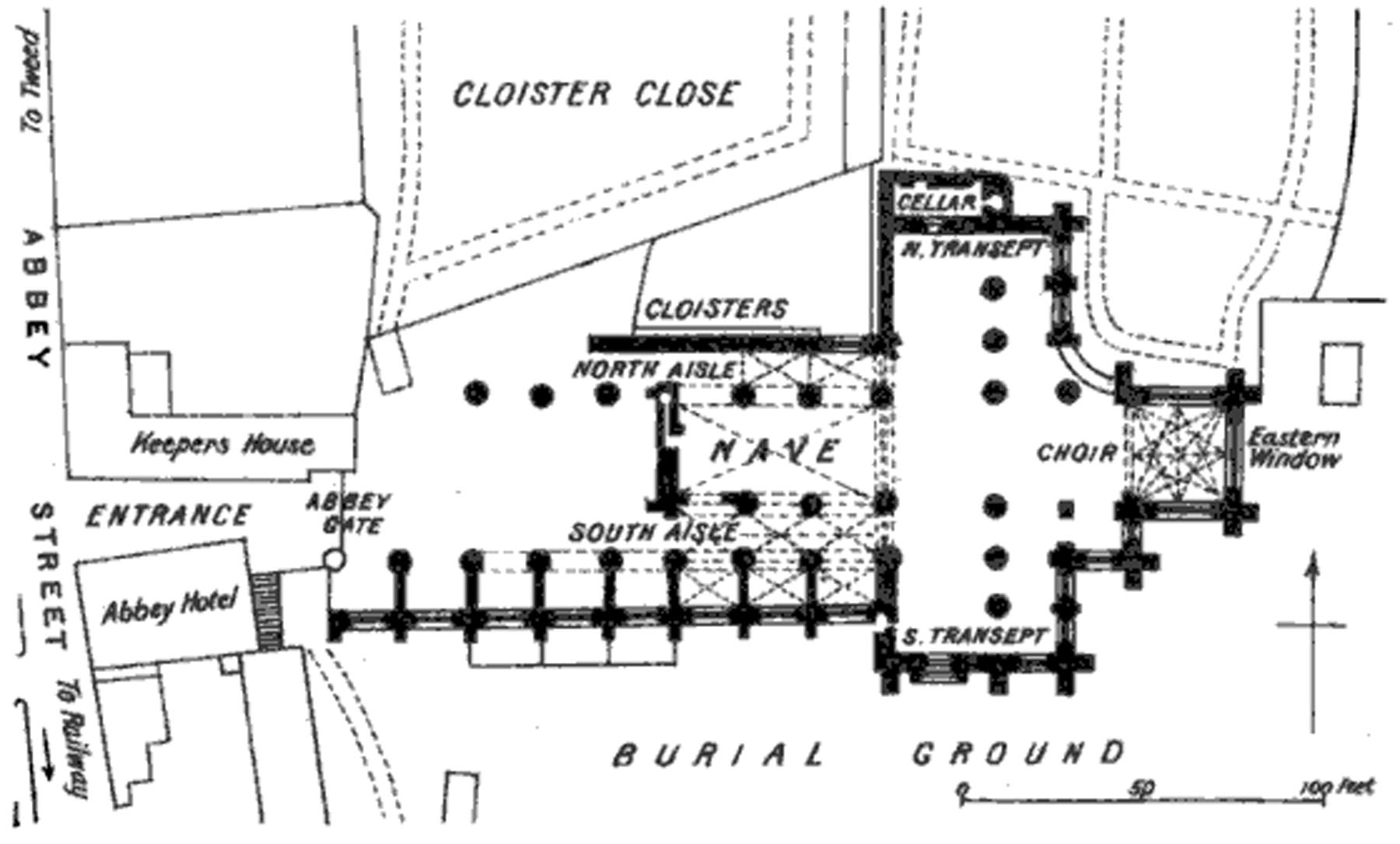
メルローズ修道院の平面図

メルローズ修道院はゴシック様式の十字型平面を持ち、奥行き79メートル、幅42メートル、周囲長287メートルとなっている。中央の尖塔部分はほとんど残っておらず、残存部分の高さは26メートルである。遺構に残る窓は多い。その中でも最も大きな窓は十字部分の上に相当する身廊東側にあり、彫刻などで飾りが施されたその高さと幅は、それぞれ最大部分で約17メートルと約9メートルである。他の窓より後に設置されたものと考えられる。
修道院外部からは50の窓と4カ所の扉、54の壁龕（ニッチ）、50を超える控え壁（バットレス）が見える。
修道院には聖人像をはじめ、龍、ガーゴイル、植物などを含む多数の彫刻群によって細部に装飾が施されている。熟練彫刻士のジョン・モローが階段の1つに残した Be halde to ye hende（心にとどめよ、終末を、救済を）という句は、メルローズの町のスローガンとなった。

## 埋葬者

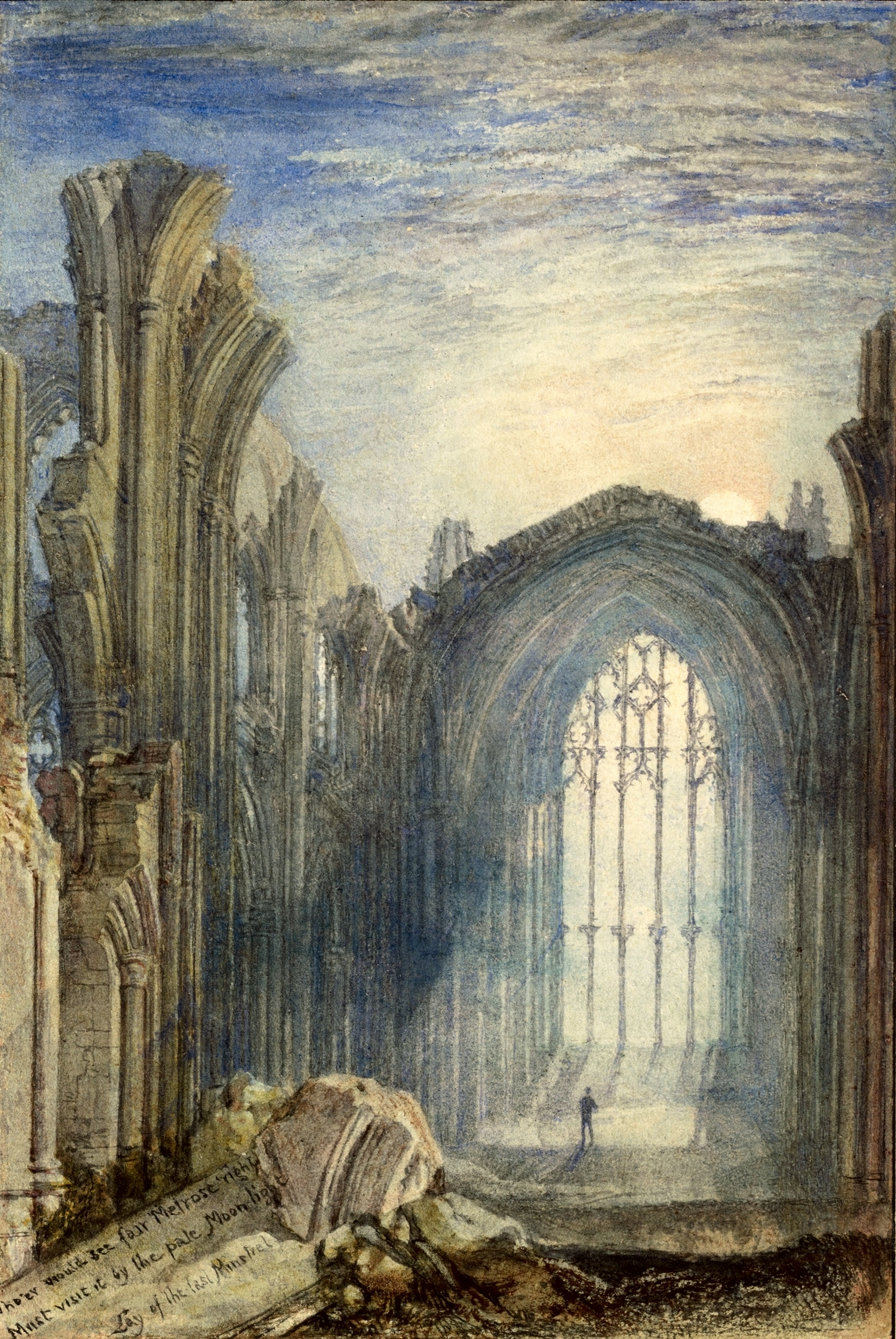
メルローズ修道院（ターナー画）

メルローズ修道院の墓地には、アレグザンダー2世の他、スコットランド王や貴族、グラスゴー主教などが眠る。ロバート1世は、心臓だけが防腐処理を施されてメルローズに埋葬された（体はダンファームリン修道院に埋葬された）。1812年に修道院の内陣南側で発見された石棺がロバート1世のものと一時は考えられたが、これは占星術師のマイケル・スコットの棺であることが判明した。他方、1996年に実施された考古調査で円錐形の鉛ケースとともに1枚の銅板が発掘された。そこには1921年のある発見が記録されていた。すなわち、1921年3月、修道院の総会堂床下から心臓の入った鉛製のケースが見つかっていたという。鉛ケースが再度開封されることはなかったものの、ロバート1世以外に心臓がメルローズに埋められたという記録はないことから、このケースの中の心臓はロバート1世のもとであるとされている。1998年6月22日、ケースはメルローズ修道院で再度地中に戻された。6月24日にはケースの埋葬地に新たに設けられた台座が公開された。

## その他
詩人ウォルター・スコットは、作品の1つでメルローズ修道院について詠った。
1958年に完成したアメリカミシガン州のヒルズ教会（長老派教会）は、デトロイト近郊の湖のほとり、ブルームフィールド・ヒルズにメルローズ修道院を模して建設された教会である。